# Texola anomala
Texola anomala är en fjärilsart som beskrevs av Johannes Karl Max Röber 1914. Texola anomala ingår i släktet Texola och familjen praktfjärilar. Inga underarter finns listade i Catalogue of Life.